# Actinopteri
Die Actinopteri sind ein Großtaxon der Knochenfische. Zu ihnen gehören mit Ausnahme der Cladistia alle Strahlenflosser (Actinopterygii). Untertaxa der Actinopteri sind die Knorpelganoiden (Chondrostei) mit den Störartigen (Acipenseriformes) und die Neuflosser (Neopterygii), zu denen auch die Echten Knochenfische (Teleostei) und damit die große Masse der heute lebenden Fischarten gehören.

## Merkmale
Bei den Actinopteri ist eine einzelne Lunge oder Schwimmblase dorsal mit dem Vorderdarm verbunden. Ursprünglich hatten alle Knochenfische Luftsäcke mit Lungenfunktion. Diese sind bei den Knorpelganoiden und den Echten Knochenfischen zu einer gasgefüllten Schwimmblase umgewandelt worden. Die Verbindung der Schwimmblase mit dem Verdauungstrakt ist bei vielen Echten Knochenfischen sekundär verloren gegangen.
Bei anderen Knochenfischtaxa, wie den Cladista und den Fleischflossern (Sarcopterygii), sowie bei den Landwirbeltieren (Tetrapoda) ist eine paarige Lunge ventral mit dem Verdauungstrakt verbunden.
Bei jeder Flosse der Actinopteri ist der vorderste Flossenstrahl mit modifizierten Schuppen besetzt, was die Vorderkante der Flosse verstärkt und verhindert, dass sie beim schnellen Schwimmen ihre Stabilität verlieren. Die paarigen Flossen der Actinopteri sind ohne fleischige Basis. Mit dem Supraangulare tritt bei den Actinopteri ein neuer Unterkieferknochen auf.

## Systematik
Die systematische Stellung verdeutlicht folgendes Kladogramm:
|             | Cladistia                                                                                 |
|             |                                                                                           |
| Actinopteri | \| \| Knorpelganoide (Chondrostei) \| \| \| \| \| \| Neuflosser (Neopterygii) \| \| \| \| |
|             | \| \| Knorpelganoide (Chondrostei) \| \| \| \| \| \| Neuflosser (Neopterygii) \| \| \| \| |
|             | Knorpelganoide (Chondrostei)                                                              |
|             |                                                                                           |
|             | Neuflosser (Neopterygii)                                                                  |
|             |                                                                                           |

|  | Knorpelganoide (Chondrostei) |
|  |                              |
|  | Neuflosser (Neopterygii)     |
|  |                              |

|             | Cladistia                                                                                 |
|             |                                                                                           |
| Actinopteri | \| \| Knorpelganoide (Chondrostei) \| \| \| \| \| \| Neuflosser (Neopterygii) \| \| \| \| |
|             | \| \| Knorpelganoide (Chondrostei) \| \| \| \| \| \| Neuflosser (Neopterygii) \| \| \| \| |
|             | Knorpelganoide (Chondrostei)                                                              |
|             |                                                                                           |
|             | Neuflosser (Neopterygii)                                                                  |
|             |                                                                                           |

|  | Knorpelganoide (Chondrostei) |
|  |                              |
|  | Neuflosser (Neopterygii)     |
|  |                              |